# Phạm Lê Thảo Nguyên
Phạm Lê Thảo Nguyên (* 7. Dezember 1987 in Vietnam) ist eine vietnamesische Schachspielerin.

## Leben
Phạm Lê Thảo Nguyên besuchte bis 2002 die weiterführende Schule Đoàn Thị Điểm in Hanoi, bis 2005 das Gymnasium Châu Văn Liêm in Mỹ Luông, Distrikt Chợ Mới, Provinz An Giang und bis 2009 die Cần Thơ University in Cần Thơ. Sie ist liiert mit dem Schachgroßmeister Nguyễn Ngọc Trường Sơn.
Vereinsschach spielt sie in Vietnam und seit 2010 auch in China, dort zunächst für Guangdong, von 2011 bis 2015 für Qingdao und 2019 für Beijing.

## Erfolge
Sie gewann 2005 in Pattaya die ASEAN-U18-Einzelmeisterschaft der weiblichen Jugend. 2010 gewann sie die vietnamesische Einzelmeisterschaft der Frauen in Ho-Chi-Minh-Stadt. Bei der asiatischen Frauenmeisterschaft 2011 in Maschhad wurde sie hinter D. Harika Zweite.
Für die vietnamesische Nationalmannschaft der Frauen spielte sie bei den Mannschafts-Weltmeisterschaften 2007, 2009 und 2011 und den Schacholympiaden 2008, 2010, 2012 und 2014. Bei der Schacholympiade 2010 erreichte sie am zweiten Brett das drittbeste Einzelergebnis. 2009 gewann sie am zweiten Brett spielend die asiatische Mannschaftsmeisterschaft der Frauen in Kalkutta, 2012 erreichte sie am Spitzenbrett den dritten Platz bei der asiatischen Mannschaftsmeisterschaft der Frauen in Zaozhuang. Außerdem nahm sie mit der vietnamesischen Frauenmannschaft auch an den Schachwettbewerben der Asienspiele 2010 sowie bei den Hallen-Asienspiele 2009 am zweiten Frauenbrett der vietnamesischen Mannschaft teil.
Im Juni 2009 erhielt sie den Titel Internationaler Meister der Frauen (WIM). Die Normen hierfür erzielte sie bei ihrem vierten Platz beim Zonenturnier der Frauen auf Phú Quốc im Januar 2007 sowie bei der Schacholympiade der Frauen 2008 in Dresden. Großmeister der Frauen (WGM) ist sie seit Juni 2011. WGM-Normen hatte sie bei einem Turnier in Ho-Chi-Minh-Stadt im Dezember 2009 erzielt, sowie bei der Schacholympiade der Frauen 2010 (gleichzeitig eine IM-Norm mit Übererfüllung) und der asiatischen Einzelmeisterschaft der Frauen im Mai 2011 (ebenfalls gleichzeitig eine IM-Norm). Weitere Normen zum Erhalt des Titels Internationaler Meister (IM) erzielte sie bei der Mannschafts-Weltmeisterschaft der Frauen 2011 und dem zweiten INA-Open in Jakarta im Oktober 2012. Der IM-Titel wurde ihr im Januar 2013 verliehen.
Sie führt seit vielen Jahren die vietnamesische Elo-Rangliste der Frauen an.